# أورط إسرائيل
شبكة أورط إسرائيل (الروسية: Общество Ремесленного Труда)والتي تعني بالروسية «النقابة للمهن المحترفة» هي شبكة تعليمية تهتم ببناء مجتمع تكنولوجي وتوجيه مهني لدى أبناء الشبيبة في اسرائيل.

## تأسيس الشبكة
بداية أورط إسرائيل كانت في 1948، عندما قدم إلى البلاد أهارون سينغالوفسكي، مدير أورط العالمية، مع توسع الهجرة إلى ارض اسرائيل من بلاد شمال أفريقيا، اوروبا والشرق الاوسط بشكل كبير، نبعت مشاكل جديدة المتعلقة بالهجرة والتأقلم ولذلك قد كانت هناك حاجة لدمج آلاف المهاجرين الجدد في المجتمع الجديد، ولذلك كانت هناك حاجة لأماكن عمل وتدريب مهني.
أول مدرسة أورط افتتحت في يافا سنة 1949. بدايتها كانت متواضعة حيث علمت دورات للجنود المسرحين، لكي يسهل عليهم اندماجهم في الحياة الاقتصادية في الدولة. كان مدير المؤسسة انذاك تسفي ريفلين، وهكذا أقيمت شبكة اورط وهذه كانت أيضا بداية التعليم التكنولوجي في دولة إسرائيل. المدرسة الأولى عملت بتواصل لمدة سبع سنوات في ظروف اكتظاظ صعبة. الدورات الأولى كانت في مجالات متعددة: حدادة، تجارة، خياطة ملابس النوم، حياكة، راديو، كهرباء وتصليح آلات الكتابة. مئات كثيرة من الجنود المسرحين والقادمين الجدد تعلموا في هذه المدرسة، وتعلموا في شكل عام بساعات المساء. في أواخر سنوات الخمسين نجحت اورط بافتتاح مدرسة جديدة متطورة في تل أبيب. خلال سنوات الـ 60 ازدادت الحاجات وبدات اورط بالتوسع، عدد الطلاب بالشبكة ضوعف وتضاعف مرة أخرى في سنوات السبعين.
قررت سلطات التعليم في إسرائيل اعطاء افضلية للتعليم التكنولوجي المهني[وصلة مكسورة]، وطالبوا بإقامة عدد أكبر من المدارس المناسبة لهذا الهدف. بين السنوات 1960- 1975 انضم للشبكة 60 مدرسة وهكذا كان العدد الكلي 80 مدرسة، بعد عقد أصبح عدد الطلاب في اورط أكثر من 70000 طالب. المدارس الجديدة أقيمت ليس فقط في المدن الكبرى، انما ضمت الوسط العربي. بسنة 2007 انفصلت اورط إسرائيل عن اورط العالمية. منذ بداية القرن الـ 21 توسعت الشبكة التي وضعت لنفسها هدفا مركزيا الاهتمام بالمدارس التي تزود تعليم تكنولوجي علمي بمستوى عال.

## اورط اليوم

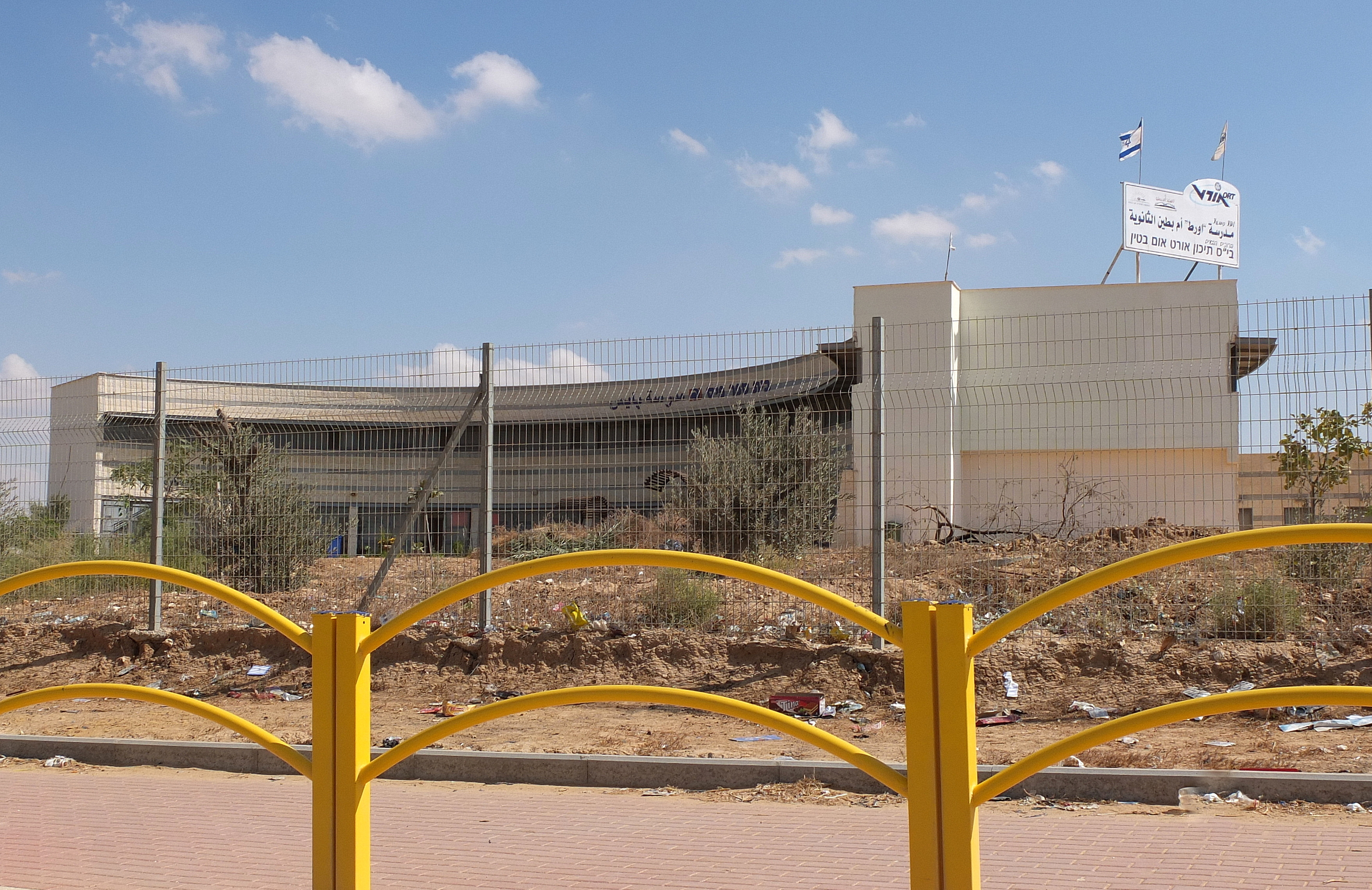
مدرسة اورط في قرية ام بطين غير المعترف بها في النقب

أصبحت اليوم أورط تشكل أكبر شبكة تربوية غير حكومية في إسرائيل، إذ تضم نحو 201 مدرسة وكلية ونحو 100,000 طالب، يدرسون فيها سنويا. كل طالب عاشر في إسرائيل هو طالب يتعلم في شبكة أورط. مع مرور السنوات، تحوّلت الشبكة إلى رائدة التعليم التكنولوجي في البلاد، وتبدو مساهمتها واضحة في مجالات الأمن، التربية والتعليم، الاقتصاد والمجتمع.مؤسسات الشبكة – التي تشمل مدارس فوق ابتدائية سداسية السنوات، مدارس صناعية، مراكز تربوية وكليات للهندسيين والهندسة ذات أفق أكاديمي للشبيبة والبالغين تمتد من أقصى الشمال إلى اقصى الجنوب من البلاد.
القيم التنظيمية الجوهرية:
تهتم إدارة شبكة أورط وفق القيم الجوهرية التالية: التميّز والتجديد الموثوقية، الاستقامة، المهنية، المبادئ التي توجه الرؤيا، تطوّر الشبكة لدى الدارسين فيها قيمًا اجتماعية وتربوية – من خلال التشديد على قيم كرامة الإنسان، قيم العطاء للآخرين، للمجتمع وللدولة، وتعمّق صلة الدارسين بتراثهم وبدولة إسرائيل.
تطوّر مؤسسات الشبكة – بين أوساط الطالبات والطلاب – التربية على القيم والثقافة التكنولوجية-العلمية والاتصالات المحوسبة، وتحضّر خريجيها للنجاح في الأكاديمية، في الجيش وفي الصناعات المتطورة وكذلك في سائر الفروع الاقتصادية، انطلاقا من تحقيق قدراتهم، مهاراتهم وخبرتهم في دفع تقدمهم الاجتماعي والاقتصادي قدما.
تنتشر مؤسسات الشبكة في مختلف أنحاء دولة إسرائيل، من خلال التشديد على البلدات البعيدة عن المركز، وتقدم تعليما عالي الجودة لكافة طبقات الفئات السكانية في إسرائيل بكل أوساطها.تكون الشبكة رائدة – في البلاد والعالم، في تطوير ودمج توجهات وبرامج تدريسية مُستحدثة في التكنولوجيا، العلوم والاتصالات المحوسبة.
كمنظمة تصبو إلى التعلم، التجديد والديناميكية، تقوم الشبكة بشكل متواصل بتنمية الموارد البشرية. مربوها، العاملون فيها ومديروها، بما يتلاءم واحتياجات دولة إسرائيل.تنمّي الشبكة ثقافة الخدمة عالية الجودة لدى مؤسساتها، مستخدميها، طلابها وشركائها. تتبنى الشبكة الشفافية والاستقامة تجاه الجهات الرسمية وشركائها في مجمل مركّبات نشاطاتها. شبكة أورط تتصدر قائمة المدارس في المشاريع التعليمية والادارية، أذ تشكل نموذج لنظام التعليم.